# Oskar Perron
Oskar Perron (Frankenthal, 7 de mayo de 1880-Múnich, 22 de febrero de 1975) fue un matemático alemán.
Fue un profesor de la Universidad de Heidelberg de 1914 a 1922 y de la Universidad de Múnich de 1922 a 1951.  Hizo numerosas contribuciones al estudio de ecuaciones diferenciales y de ecuaciones en derivadas parciales, incluyendo el método Perron  para solucionar el problema de Dirichlet  para ecuaciones diferenciales elípticas parciales. Escribió un libro enciclopédico sobre fracciones continuas Die Lehre von den Kettenbrüchen. Introdujo la paradoja de Perron para ilustrar el peligro de suponer que la solución de un problema de optimización existe:
Suponga que N es el entero positivo más grande. Si N > 1, entonces N2> N, contradiciendo la definición de N. Entonces N = 1.

## Obras
- Über die Drehung eines starren Körpers um seinen Schwerpunkt bei Wirkung äußerer Kräfte, Diss. München 1902
- Grundlagen für eine Theorie der Jacobischen Kettenbruchalgorithmus, Habilitationsschrift Leipzig 1906
- Die Lehre von den Kettenbrüchen, 2 vols., 1913, 3rd edn. Teubner Verlag 1954 (vol. 1 Elementare Kettenbrüche,[1] vol. 2 analytische und funktionentheoretische Kettenbrüche[2])
- Irrationalzahlen, 1921,[3] 2nd edn. 1939,[4] 4th edn. de Gruyter, Berlin 1960
- Algebra I, II, Sammlung Göschen 1927,[5] 3rd edn, 1951
- con Evelyn Frank: Frank, Evelyn; Perron, Oskar (1954). "Remark on a certain class of continued fractions". Proc. Amer. Math. Soc. 5 (2): 270–283. doi 10.1090/s0002-9939-1954-0061185-4. MR 0061185.
- Nichteuklidische Elementargeometrie der Ebene, Teubner, Stuttgart 1962